# Christian Frederiksen
Christian Frederiksen (Copenhaga, 31 de janeiro de 1968) é um ex-velocista norueguês na modalidade de canoagem.

## Carreira
Foi vencedor da medalha de prata em C-2 1000 metros em Barcelona 1992, junto com o seu colega de equipa Arne Nielsson.